# Крупенино (Московская область)
Крупенино — деревня в Клинском районе Московской области, в составе Воронинского сельского поселения. Население — 10 чел. (2010). До 2006 года Крупенино входило в состав Слободского сельского округа
Деревня расположена в северной части района, примерно в 20 км к северо-востоку от райцентра Клин, на безымянном ручье, левом притоке реки Берёзовка, высота центра над уровнем моря 146 м. Ближайшие населённые пункты — Подтеребово на севере, Кондырино на востоке и Терехова на юго-западе.

## Население
| 2002 | 2006 | 2010 |
| ---- | ---- | ---- |
| 7    | ↗9   | ↗10  |